# Gettysburg-kampagnen
Gettysburg-kampagnen var en række slag, som blev udkæmpet i juni og juli 1863 under den amerikanske borgerkrig. Efter hans sejr i slaget ved Chancellorsville rykkede den konfødererede general Robert E. Lees Army of Northern Virginia nordpå for at gennemføre offensive operationer i Maryland og Pennsylvania. Unionens Army of the Potomac, som blev ledet af generalmajor Joseph Hooker og fra 28. juni George G. Meade, forfulgte Lee, besejrede ham i slaget ved Gettysburg, men lod ham undslippe tilbage til Virginia.
Lees hær slap væk fra unionshæren ved Fredericksburg, Virginia den 3. juni 1863. Mens de gjorde holdt ved Culpeper, blev det største kavalerislag under krigen udkæmpet ved Brandy Station den 9. juni. De konfødererede krydsede Blue Ridge Mountains og rykkede nordpå gennem Shenandoah Valley og tilfangetog unionsgarnisonen i Winchester, Virginia i Andet slag om Winchester mellem 13. og 15. juni. Efter at have krydset Potomacfloden trængte Lees 2. korps gennem Maryland og Pennsylvania, nåede frem til Susquehannafloden og truede statens hovedstad Harrisburg. Army of the Potomac havde imidlertid optaget forfølgelsen og var nået til Frederick, Maryland inden Lee opdagede, at hans modstander havde krydset Potomac. Lee skyndte sig at samle sin hær omkring trafikknudepunktet Gettysburg.
Slaget ved Gettysburg var det største i krigen. Det begyndte med et tilfældigt sammenstød den 1. juli, og i starten lykkedes det de konfødererede at trænge unionskavaleri og to infanterikorps tilbage fra deres forsvarsstillinger, gennem byen og op på Cemetery Hill. Den 2. juli, hvor hovedparten af begge hære var nået frem, indledte Lee kraftige angreb på begge unionshærens flanker, som blev slået tilbage med store tab på begge sider. Den 3. juli koncentrerede Lee opmærksomheden på Unionens centrum, og nederlaget for hans store infanteriangreb, Pickett's Charge, fik Lee til at give ordre til en retræte, som begyndte om aftenen den 4. juli.
Den konfødererede tilbagetrækning til Virginia blev plaget af dårligt vejr, vanskelige veje og talrige træfninger med unionens kavaleri. Meades hær manøvrerede imidlertid ikke tilstrækkeligt aggressivt til at forhindre Army of Northern Virginia i at krydse tilbage over Potomac i sikkerhed om natten mellem den 13.-14. juli.

## Baggrund
Kort efter, at Lees hær havde besejret Hookers Army of the Potomac i slaget ved Chancellorsville (30. april – 6. maj 1863), besluttede Lee sig for en ny invasion af Nordstaterne. Et sådant træk ville forstyrre Unionens planer om et sommerfelttog og give Lee mulighed for at manøvrere sin hær væk fra dens defensive stillinger bag Rappahannockfloden og gøre det muligt for de konfødererede at leve af overfloden på de rige, nordlige gårde, mens det krigshærgede Virginia fik en hårdt tiltrængt pause. Lees hær kunne også true Philadelphia, Baltimore og Washington og opmuntre den voksende fredsbevægelse i Nordstaterne. Den 19. april skrev Lee til sin kone:
| Citat | ... næste efterår vil der være sket en stor ændring i den offentlige mening i Nordstaterne. Republikanene vil blive knust, og jeg tror, at fredsvennerne vil blive så stærke, at den næste regering bliver dannet på det grundlag. | Citat |
|       | |       |

Den konfødererede regering ønskede, at Lee skulle mindske Unionens pres på deres garnison i Vicksburg i Mississippi, men han afslog deres forslag om at sende tropper af sted som direkte hjælp og pegede på værdien af et koncentreret fremstød i nordøst.
Kort sagt var Lees strategi den samme, som den han anvendte under Marylandkampagnen i 1862. Han havde først kort tid inden opdaget hemmeligheden om, hvordan generalmajor George B. McClellan havde besejret den invasion ved at opsnappe Lees berømte tabte ordre til sine korpschefer, som havde tvunget ham til at udkæmpe slaget ved Antietam, inden han fuldt ud havde fået samlet sin hær. Denne afsløring styrkede hans tiltro til, at han kunne få succes med en ny invasion mod en anden mand, som han anså for at være en forsigtig og ineffektiv general, Joseph Hooker. Efter Chancellorsville havde han også overordentlig stor tillid til soldaterne i sin hær, og mente at de kunnr klare enhver opgave, som han gav dem.

## Modstående styrker ved starten på felttoget

### Unionen
Army of the Potomac, i starten under generalmajor Joseph Hooker (Generalmajor George G. Meade erstattede Hooker som øverstkommanderende den 28. juni), bestod af over 90.000 mand i følgende opstilling:
- 1. Korps under kommando af generalmajor John F. Reynolds med divisioner under ledelse af brigadegeneral James S. Wadsworth, brigadegeneral John C. Robinson og generalmajor Abner Doubleday.
- 2. Korps under kommando af generalmajor Winfield S. Hancock med divisioner under ledelse af brigadegeneralerne John C. Caldwell, John Gibbon og Alexander Hays.
- 3. Korps under kommando af generalmajor Daniel E. Sickles med divisioner under ledelse af generalmajorerne David B. Birney og Andrew A. Humphreys.
- 4. Korps under kommando af generalmajor George Sykes (George G. Meade indtil 28. juni) med divisioner under brigadegeneralerne James Barnes, Romeyn B. Ayres og Samuel W. Crawford.
- 6. Korps under kommando af generalmajor John Sedgwick med divisioner under ledelse af brigadegeneral Horatio G. Wright, brigadegeneral Albion P. Howe og generalmajor John Newton.
- 11. Korps under kommando af generalmajor Oliver O. Howard med divisioner under ledelse af brigadegeneral Francis C. Barlow, brigadegeneral Adolph von Steinwehr og generalmajor Carl Schurz.
- 12. Korps under kommando af generalmajor Henry W. Slocum med divisioner under ledelse af brigadegeneralerne Alpheus S. Williams og John W. Geary.
- Kavalerikorps under kommando af generalmajor Alfred Pleasonton med divisioner under ledelse af brigadegeneralerne John Buford, David McM. Gregg og H. Judson Kilpatrick.
- Artillerireserve under kommando af brigadegeneral Robert O. Tyler. (Den mest fremragende artilleriofficer ved Gettysburg var brigadegeneral Henry J. Hunt, artillerichef i Meades stab.)

Under fremrykningen til Gettysburg havde generalmajor Reynolds den operationelle kommando på den venstre eller fremskudte side af hæren, bestående af 1., 3. og 11. Korps. Bemærk at mange andre unionsenheder, som ikke direkte tilhørte Army of the Potomac var aktivt involveret i Gettysburg kampagnen, men ikke direkte var invovleret i slaget ved Gettysburg. Det drejede sig om dele af unionens 4. korps, militsen og delstatens tropper i Susquehanna militærområdet samt forskellige garnisoner, herunder den ved Harpers Ferry.

### Konfødererede
Som følge af generalløjtnant Thomas J. "Stonewall" Jacksons død efter Chancellorsville reorganiserede Lee sine 75.000 mand så de blev til tre infanterikorps i stedet for to.
- 1. Korps under kommando af generalløjtnant James Longstreet med divisioner under ledelse af generalmajorerne Lafayette McLaws, George E. Pickett og John Bell Hood.
- 2. Korps under kommando af generalløjtnant Richard S. Ewell med divisioner under ledelse af generalmajorerne Jubal A. Early, Edward "Allegheny" Johnson og Robert E. Rodes.
- 3. Korps under kommando af generalløjtnant A.P. Hill med divisioner under ledelse af generalmajorerne Richard H. Anderson, Henry Heth og William Dorsey Pender.
- Kavalerikorps under kommando af generalmajor J.E.B. Stuart med brigader under ledelse af brigadegeneralerne Wade Hampton, Fitzhugh Lee, Beverly H. Robertson, Albert G. Jenkins, William E. "Grumble" Jones og John D. Imboden samt oberst John R. Chambliss.

## Tidslinje for felttoget
Slagene i Gettysburg kampagnen blev udkæmpet i den følgende rækkefølge. De beskrives i teksten i logiske, sommetider overlappende, dele af felttoget.
| Kamp                         | Dato(er)       | Del af felttoget           |
| ---------------------------- | -------------- | -------------------------- |
| Slaget ved Brandy Station    | 9. juni 1863   | Brandy Station             |
| Andet slag ved Winchester    | 13. - 15. juni | Winchester                 |
| Slaget ved Aldie             | 17. juni       | Hookers forfølgelse        |
| Slaget ved Middleburg        | 17. - 19. juni | Hookers forfølgelse        |
| Slaget ved Upperville        | 21. juni       | Hookers forfølgelse        |
| Træfningen ved Sporting Hill | 30. juni       | Invasionen af Pennsylvania |
| Slaget ved Hanover           | 30. juni       | Stuarts ridt               |
| Slaget ved Gettysburg        | 1. - 3. juli   | Gettysburg                 |
| Slaget ved Carlisle          | 1. juli        | Stuarts ridt               |
| Slaget ved Hunterstown       | 2. juli        | Stuarts ridt               |
| Slaget ved Fairfield         | 4. juli        | Retræte                    |
| Slaget ved Monterey Gap      | 4. - 5. juli   | Retræte                    |
| Slaget ved Williamsport      | 6. - 16. juli  | Retræte                    |
| Slaget ved Boonsboro         | 8. juli        | Retræte                    |
| Slaget ved Funkstown         | 10. juli       | Retræte                    |
| Slaget ved Manassas Gap      | 23. juli       | Retræte                    |

## Lees fremrykning til Gettysburg
Den 3. juni 1863 begyndte Lees hær at forsvinde i nordvestlig retning fra Fredericksburg, Virginia, mens A.P. Hills korps blev efterladt i befæstninger ovenfor Fredericksburg for at beskytte de konfødereredes ryg, mens de drog bort. Den 5. juni var Longstreets og Ewells lejret i og omkring Culpeper. Lee gav Stuart ordre til at krydse Rappahannockfloden den 9. juni, angribe fremskudte unionsstillinger og afskærme den konfødererede hær fra at blive observeret eller generet, mens den rykkede nordpå. I forventning om denne offensiv gav Stuart sine tropper ordre til at slå lejr ved Brandy Station.

### Brandy Station
Hooker fortolkede Stuarts tilstedeværelse i nærheden af Culpeper som en indikator på forberedelse til et angreb på hans hærs forsyningslinjer. Som reaktion herpå beordrede han Alfred Pleasontons blandede styrke på 8.000 kavalerister og 3.000 infanterister til at gennemføre et "spolerende angreb", for at "sprede og ødelægge" de 9.500 konfødererede. Pleasontons angrebsplan gik ud på en omringning af fjenden. Den ene fløj under John Buford skulle krydse floden ved Beverly's Ford, 3 km nordøst for Brandy Station. Samtidig skulle David McM. Greggs fløj krydse Kelly's Ford, 10 km nede ad floden mod sydøst. Pleasonton var imidlertid ikke klar over fjendens præcise placering og antog fejlagtigt, at hans styrke var betydeligt større end den konfødererede.
Omkring kl. 4.30 den 9. juni krydsede Bufords kolonne Rappahannockfloden i tæt tåge og overraskede Grumble Jones' brigade, som red til stedet halvt påklædt og ofte uden sadel. De ramte Bufords forreste brigade og bremsede midlertidigt dens fremrykning lige før stedet, hvor Stuarts hestartilleri lå i lejr og var sårbar overfor erobring. Artilleriet blev opstillet på to bakker på hver side af Beverly's Ford Road. Det meste af Jones' styrke samledes til venstre for denne konfødererede artillerilinje, mens Hamptons brigade samledes til højre. 6. Pennsylvania kavaleri angreb uden held kanonerne ved St. James Church og led de største tab blandt alle regimenterne i slaget.
Buford forsøgte at oprulle de konfødereredes venstre flanke og fjerne artilleriet, som blokerede den direkte vej til Brandy Station og led store tab, mens han trængte Rooney Lees brigade tilbage fra en stenmur på Yew Ridge. Derpå, til overraskelse for Bufords folk, begyndte de konfødererede at trække sig tilbage. De reagerede på ankomsten af Greggs kavaleridivision på omkring 2.800 mand, som var den anden store overraskelse den dag. Selv om Gregg havde planlagt at krydse Kelly's Ford ved daggry samtidig med Bufords overgang ved Beverly's, blev hans mænd forsinket i to timer. Mellem Gregg og slaget ved St. James lå der en højderyg ved navn Fleetwood Hill, som havde været Stuarts hovedkvarter den foregående nat. Stuart og det meste af hans stab var på det tidspunkt taget til fronten, men nogle få skud fra en 6-punds haubits forsinkede oberst Percy Wyndham og hans brigades fremrykning, mens de udsatte forposter besvarede kanonilden. Da Greggs mænd angreb på ad den vestlige skråning på Fleetwood og nærmede sig toppen, red de forreste elementer af Jones' brigade, som netop var blevet trukket tilbage fra St. James Church, over toppen.
Greggs næste brigade, anført af oberst Judson Kilpatrick, svingede rundt øst om Brandy Station og angreb op ad den sydlige ende af den østlige skråning af Fleetwood Hill, blot for at opdage, at deres tilsynekomst kom samtidig med ankomsten af Hamptons brigade. En række forvirrende angreb og modangreb rasede frem og tilbage over bakken. Til sidst ryddede de konfødererede bakken. Oberst Alfred N. Duffiés lille 1.200-mands division blev forsinket af to konfødererede regimenter i nærheden af Stevensburg og ankom for sent til slagmarken til at påvirke udfaldet. Mens Jones og Hampton trak sig tilbage fra deres oprindelige stillinger for at kæmpe på Fleetwood Hill, fortsatte Rooney Lee med at stå overfor Buford og faldt tilbage til den nordlige ende af bakken. Forstærket med Fitzhugh Lees brigade indledte Rooney Lee et modangreb mod Buford, samtidig med at Pleasonton havde givet ordre til en almindelig tilbagetrækning nær solnedgang, og det 10 timer lange slag sluttede.
Brandy Station var det største slag, som blev udkæmpet fortrinsvis af kavaleri i krigen, og det største kavalerislag på amerikansk jord. Det var taktisk set uafgjort, selv om Pleasonton trak sig tilbage fø,r han havde fundet placeringen af Lees infanteri i nærheden, og Stuart hævdede at have sejret, mens han forsøgte at skjule det flove i, at en kavaleristyrke var blevet overrasket, som den blev det af Pleasonton. Slaget grundlagde Unionskavaleriets ry for at være lige så godt som konføderationens.

### Winchester
Efter Brandy Station begyndte Lees infanteri at krydse Blue Ridge Mountains og tog nordpå "ned" gennem Shenandoah Valley. Ewells korps i front krydsede ved Chester Gap den 12. juni og fortsatte derpå gennem Front Royal mod Winchester, Virginia. Longstreets korps (ledsaget af general Lee) manøvrerede, så det kunne beskytte Ashby's Gap og Snicker's Gap. A.P. Hill ventede, indtil Hooker havde trukket sig tilbage fra Fredericksburg den 14. juni og fulgte derpå Ewells rute over bjergene og passerede Longstreets korps, som herefter udgjorde hærens bagtrop. Stuarts kavaleri forblev øst for Blue Ridge Mountains for at afskærme Lees hær.
Unionsgarnisonen i Winchester stod lige på Ewells vej. Den blev ledet af generalmajor Robert H. Milroy, som havde 7.000 mand i tre brigader – to i Winchester og en 16 km østpå i Berryville. Tre forter med sammenhængende skyttegrave var blevet bygget for at forsvare byen. -Unionens øverstkommanderende Henry W. Halleck havde siden maj beordret Milroys overordnede, generalmajor Robert C. Schenck fra det mellemste militærområde, til at trække Milroys mænd tilbage til Harpers Ferry, men Schenck mente, at det kun var udtryk for Hallecks typiske forslag frem for direkte ordrer og reagerede ikke på dem, før han blev direkte truet med afsked den 14. juni. På det tidspunkt var det for sent. Mens Allegheny Johnsons division nærmede sig Winchester sydfra den 14. juni, og Jubal Early nærmede sig vestfra, beordrede Ewell Rodes' division til Berryville og derpå til Martinsburg, nord for Winchester. Disse manøvrer omringede effektivt unionsgarnisonen.
Kl. 18 den 14. juni åbnede konfødereret artilleri ild mod Unionens vestlige fort, og brigaden under brigadegeneral Harry T. Hays anførte angrebet, som erobrede fortet og et unionsbatteri. Mens mørket faldt på, besluttede Milroy at trække sig tilbage fra sine to resterende forter. I forventning om denne manøvre beordrede Ewell Johnson til at marchere mod nordvest og blokere unionens flugtrute. Kl. 3.30 den 15. juni afskar Johnsons kolonne Milroys på Charles Town Road. Selv om Milroy gav sine mænd ordre til at kæmpe sig vej ud af situationen, begyndte de at overgive sig i stort tal, da Stonewall brigaden ankom lige efter daggry for at afskære landevejen mod nord. Milroy undslap selv, men Andet slag ved Winchester kostede Unionen et tab på 4.450 (4.000 blev taget til fange) ud af en styrke på 7.000, mens de konfødererede kun mistede 250 ud af 12.500 i kamp.
Ewell begyndte at krydse Potomacfloden ved Hagerstown, Maryland sent den 15. juni sammen med Jenkinss kavaleribrigade. Hills og Longstreets korps fulgte den 24. og 25. juni.

### Hookers forfølgelse
"Fighting Joe" Hooker kendte ikke Lees hensigter, og Stuarts skjulte effektivt den konfødererede hærs bevægelser bag Blue Ridge Mountains. Han fik først den ide at reagere på Lees fravær ved at erobre den ubeskyttede konfødererede hovedstad Richmond, Virginia, men præsident Abraham Lincoln mindede ham om, at Lees hær var det reelle mål. Hans opgave var at forfølge og besejre Lee, men samtidig blive mellem Lee og Washington og Baltimore. Den 14. juni afgik Army of the Potomac fra Fredericksburg og nåede Manassas Junction den 16. juni. Hooker sendte igen Pleasontons kavaleri af sted for at støde gennem det konfødererede kavaleris afskærmning og finde den konfødererede hærs hovedstyrke, hvilket førte til tre mindre kavalerislag fra 17. til 21. juni i Loudoundalen.
Pleasonton beordrede David McM. Greggs division fra Manassas Junction vestpå ned ad Little River Turnpike til Aldie. Aldie var taktisk vigtig, idet landevejen Little River Turnpike nær byen krydsede landevejene som førte gennem Ashby's Gap og Snickers Gap ind i Shenandoahdalen. Den konfødererede kavaleribrigade under oberst Thomas T. Munford var på vej ind i Aldie vestfra for at gå i bivuak, da tre brigader fra Greggs kom ind i byen østfra omkring kl. 16 den 17. juni. Begge sider blev overrasket. Det efterfølgende slag ved Aldie var en heftig rytterkamp, som varede i fire timer og resulterede i samlede tab på 250. Munford trak sig tilbage mod Middleburg.
Mens der blev kæmpet i Aldie, ankom Unionens kavaleribrigade under oberst Alfred N. Duffié syd for Middleburg sidst på eftermiddagen og og tvang de konfødererede forposter tilbage. Stuart var i byen på det tidspunkt, og det lykkedes ham at undslippe, inden hans brigader under Munford og Beverly Robertson sendte Duffié på flugt ved et angreb tidligt om morgenen den 18. juni. Den vigtigste kamp under slaget ved Middleburg foregik om morgenen den 19. juni da oberst J. Irvin Greggs brigade rykkede vestpå fra Aldie og angreb Stuarts linjee på en højderyg vest for Middleburg. Stuart slog Greggs angreb tilbage, modangreb og faldt derefter tilbage til defensive stillinger knap en kilometer vestpå.
Den 21. juni forsøgte Pleasonton igen at bryde Stuarts afskærmning ved at rykke frem mod Upperville, 15 km vest for Middleburg. Kavaleribrigaderne under Irvin Gregg og Judson Kilpatrick var ledsaget af infanteri fra oberst Strong Vincents brigade på Ashby's Gap landevejen. Bufords kavaleridivision rykkede nordvest på mod Stuarts venstre flanke, men kom ikke langt mod Grumble Jones' og John R. Chambliss' brigader. Slaget ved Upperville sluttede, da Stuart gennemførte en intenst kæmpende tilbagetrækning og indtog en stærk defensiv stilling i Ashby's Gap.
Efter med held at have forsvaret sin afskærmning i næsten en uge følte Stuart sig motiveret til at indlede det mest kontroversielle eventyr i sin karriere. Stuarts ridt rundt om Unionshærens østlige flanke.
Hookers betydningsfulde forfølgelse med hovedparten af sin hær begyndte den 25. juni, efter at han havde erfaret, at Army of Northern Virginia havde krydset Potomacfloden. Han beordrede Army of the Potomac til at krydse ind i Maryland og samles ved Middletown (Slocums 12. korps) og Frederick (resten af hæren, anført af Reynoldss fremskudte fløj – 1., 3., og 11. korps).

### Invasionen af Pennsylvania
Præsident Lincoln udstedte en proklamation hvor han bad om 100.000 frivillige fra fire stater, som skulle gøre tjeneste i seks måneder "for at slå den truende og forestående invasion af Pennsylvania tilbage". Pennsylvanias guvernør Andrew Curtin bad om 50.000 frivillige, som skulle gribe til våben som statslig milits. I starten fulgte kun 7.000 opfordringen, og Curtin bad om hjælp fra militsen i staten New York. Governør Joel Parker fra New Jersey reagerede også med at sende tropper til Pennsylvania. Krigsministeriet i Washington etablerede militærområdet Susquehanna, som kom under kommando af generalmajor Darius N. Couch for at koordinere de defensive tiltag i Pennsylvania. Pittsburgh, Harrisburg og Philadelphia blev anset for potentielle mål og der blev taget defensive forholdsregler. I Harrisburg bragte delstatens regering sine arkiver i sikkerhed udenfor byen. (I en stor del af det sydlige Pennsylvania blev Gettysburg-kampagnen kendt som "Emergency of 1863". Det militære felttog medførte tusindvis af flygtninge fra Maryland og Pennsylvania, som flygtede nord- og østpå for at undgå de fremrykkende konfødererede og førte til en ændret demografi i adskillige områder i det sydlige Pennsylvania .)
Selv om det var et primært formål med felttoget, at Army of Northern Virginia kunne indsamle fødevarer og forsyninger udenfor Virginia, gav Lee strenge ordrer (General Order 72) til sin hær om at minimere alle ulemper for den civile befolkning. Fødevarer, heste og andre forsyninger blev i almindelighed ikke direkte konfiskeret, om end kvartermestre, som betalte farmere og handlende med konfødererede penge ikke blev budt velkommen. Forskellige byer, ikke mindst York, Pennsylvania, fik besked på at betale skadeserstatninger i stedet for forsyninger under trussel om ødelæggelse. En kontroversiel konfødereret handling under invasionen var tilfangetagelsen af ca. 40 sorte fra Nordstaterne, hvoraf nogle få var undslupne slaver, mens de fleste var frie. De blev sendt sydpå som slaver.
Ewells korps fortsatte med at trænge længere ind i Pennsylvania, med to divisioner på vej gennem Cumberland Valley for at true Harrisburg, mens Jubal Earlys division fra Ewells korps marcherede østpå over South Mountain bjergkæden og besatte Gettysburg den 26. juni efter en kort række skudvekslinger med statslige militser og to kompagnier kavaleri. Early havde forlangt tribut fra byen, men indsamlede ikke forsyninger i større omfang. Soldater afbrændte nogle jernbanevogne og en overdækket bro,og de ødelagde nærliggende jernbane- og telegraflinjer. Den følgende morgen fortsatte Early til det nærliggende York County.
Brigaden under brigadegeneral John B. Gordon fra Earlys division nåede Susquehanna den 28. juni, hvor militsen bevogtede den 1.716 meter lange overdækkede bro ved Wrightsville. Gordons artilleribeskydning fik de velbefæstede militssoldater til at trække sig tilbage og afbrænde broen. Konfødereret kavaleri under ledelse af brigadegeneral Albert G. Jenkins angreb det nærliggende Mechanicsburg den 28. juni og havde skudvekslinger med militsen ved Sporting Hill på den vestlige side af Camp Hill den 29. juni. De konfødererede fortsatte herefter til yderforsvaret af Fort Couch, hvor de havde skudvekslinger med forposterne i over en time i den mest nordligt beliggende kamp under Gettysburg-kampagnen. De trak sig senere tilbage i retning af Carlisle.

### Stuarts ridt
Jeb Stuart nød berømmelsen af at omkredse en fjendtlig hær, hvilket han havde gjort to gange tidligere i 1862, under Peninsula-kampagnen og i slutningen af Marylandkampagnen. Det er muligt, at han havde den samme hensigt, da han talte med Robert E. Lee efter slaget ved Upperville. Han havde bestemt brug for at afvaske pletten på sit ry, efter at han var blevet overrasket og næsten besejret i slaget ved Brandy Station. Den præcise ordlyd af Lees ordrer til Stuart den 22. juni er blevet diskuteret af deltagerne og historikere lige siden, men essensen var, at han fik besked på at bevogte bjergpassene med en del af sin styrke, mens Army of Northern Virginia stadig var syd for Potomac, og at han skulle krydse floden med resten af hæren og afskærme den højre flanke af Ewells 2. Korps. I stedet for at følge en direkte rute nordpå nær Blue Ridge Mountains valgte Stuart imidlertid at nå frem til Ewells flanke ved at føre sine tre bedste brigader (de under Wade Hampton, Fitzhugh Lee, og John R. Chambliss, den sidste erstattede den sårede W.H.F. "Rooney" Lee) mellem unionshæren og Washington og rykkede nordpå gennem Rockville til Westminster og videre ind i Pennsylvania i håb om at erobre forsyninger på vejen og skabe panik i den fjendtlige hovedstad. Stuart og hans tre brigader forlod Salem Depot kl. 1 om natten den 25. juni.
Uheldigvis for Stuarts plan var unionshæren i bevægelse, og hans planlagte rute var blokeret af kolonner af unionsinfanteri fra Hancocks 2. korps, hvilket tvang ham til at tage en mere østlig rute, end hverken han eller general Lee havde ventet. Dette forhindrede Stuart i at få forbindelse til Ewell, som han havde fået besked på, og betød at Lee ikke kunne bruge sine primære kavaleristyrke, hans hærs "øjne og ører", mens den rykkede ind i ukendt fjendtligt område.
Stuarts styrke nåede Fairfax Court House den 27. juni og krydsede Potomac ved Rowser's Ford kl. 3 om morgenen den 28. juni. Efter at være kommet ind i Maryland angreb kavaleristerne C & O Canal en af de vigtige forsyningslinjer for Army of the Potomac og erobrede kanalbåde og fragt. De gik ind i Rockville den 28. juni, også en vigtig rute for forsyningsvogne fra Washington til unionshæren. De rev telegraflinjer ned og erobrede et vogntog med 140 splinternye fuldt læssede vogne og muldyrspan. Dette vogntog viste sig at være en logistisk forhindring under Stuarts fremrykning, men han fortolkede Lees ordrer således, at de lagde vægt på indsamling af forsyninger. At der var konfødererede angribere i nærheden udløste nogen bekymring i Washington, og Meade sendte to kavaleribrigader og et artilleribatteri af sted for at forfølge de konfødererede. Efter sigende fortalte Stuart en af fangerne fra vogntoget, at hvis det ikke var for hans trætte heste "ville han være marcheret ned ad 7. gade og have taget Abe og regeringen til fange."
Stuart havde planlagt at nå Hanover, Pennsylvania om morgenen den 28. juni, men han red i stedet ind i Westminster i Maryland sent på eftermiddagen den 29. juni. Her stødte han og hans mænd sammen med og overmandede to kompagnier af 1. Delaware Cavalry under major Napoleon B. Knight og forfulgte dem et langt stykke ad vejen mod Baltimore, hvilket Stuart hævdede havde forårsaget "stor panik" i byen Baltimore.
I mellemtiden gav unionens kavalerichef Alfred Pleasonton sine divisioner ordre til at sprede sig i deres bevægelse nordpå sammen med hæren på udkig efter konfødererede. Judson Kilpatricks division var på højre flanke i fremrykningen og passerede gennem Hanover om morgenen den 30. juni. Fortroppen af Stuarts kolonne stødte på Kilpatricks bagtrop, da den passerede byen og sendte den i alle retninger. Slaget ved Hanover sluttede, efter at Kilpatricks mænd havde omgrupperet sig og drevet de konfødererede ud af byen. Stuarts brigader havde været bedre placeret til at bevogte deres erobrede vogntog end til at drage fordel af mødet med Kilpatrick. For at beskytte sine vogne og fanger ventede han til det blev mørkt og omgik derefter Hanover via Jefferson mod øst, en omvej på 8 km. Efter 30 km i mørke nåede hans udmattede mænd Dover om morgenen den 1. juli, samtidig med at det konfødererede infanteri begyndte at kæmpe mod unionskavaleri under John Buford ved Gettysburg.
Efter at have efterladt Hamptons brigade og vogntoget ved Dillsburg fortsatte Stuart mod Carlisle i håb om at finde Ewell. I stedet fandt han næsten 3.000 militssoldater fra Pennsylvania og New York, som havde besat byen. Efter at have sendt nogle få granater ind i byen tidligt på aftenen den 1. juli og afbrændt Carlisle Barracks afsluttede Stuart det såkaldte slag ved Carlisle og trak sig efter midnat mod syd i retning af Gettysburg. Kampen ved Hanover, den lange march gennem York County med de erobrede vogne og den korte træfning ved Carlisle forsinkede Stuart betydeligt i hans forsøg på at slutte sig til hovedstyrken.
Stuart og hovedparten af hans styrke nåede frem til Lee ved Gettysburg om eftermiddagen den 2. juli. Han beordrede Wade Hampton til at gå i stilling, så han dækkede det venstre bagområde ved den konfødererede front. Hampton gik i stilling hen over Hunterstown vejen 6 km nordøst for byen, og blokerede vejen for enhver unionsstyrke, som måtte forsøge at svinge rundt bag om Lees linjer. To brigader af unionskavaleri fra Judson Kilpatricks division under brigadegeneralerne George Armstrong Custer og Elon J. Farnsworth var på udkig efter afslutningen af de konfødereredes venstre flanke. Custer angreb Hampton i slaget ved Hunterstown på vejen mellem Hunterstown og Gettysburg, og Hampton gik til modangreb. Da Farnsworth ankom med sin brigade, fortsatte Hampton ikke sit angreb, men der var en artilleriduel, indtil det blev mørkt. Derpå trak Hampton sig tilbage mod Gettysburg for at slutte sig til Stuart.

### Dix' fremstød mod Richmond
Da det stod klart, hvad Lees strategi gik ud på, planlagde Unionens øverstkommanderende generalmajor et modtræk, som kunne drage fordel af, at den konfødererede hovedstad Richmond nu kun var let forsvaret. Han beordrede Unionens Virginia militærdistrikt, dvs. to korps under generalmajor John A. Dix, til at rykke mod Richmond fra deres placeringer på Virginiahalvøen (omkring Yorktown og Williamsburg) samt ved Suffolk. Halleck gjorde imidlertid den fejl, at han ikke direkte beordrede Dix til at angribe Richmond. Ordren gik ud på at "true Richmond ved at erobre og ødelægge jernbanebroerne over South og North Anna floderne og tilføje dem så megen skade som muligt." Dix, en velrespekteret politiker, var ikke en aggressiv general, men han overvejede til sidst at angribe Richmond på trods af de vage instrukser fra Halleck. Den 27. juni gennemførte hans mænd et vellykket kavaleriangreb mod Hanover Junction, amført af oberst Samuel P. Spears, som besejrede det konfødererede regiment, som bevogtede jernbaneknudepunktet, ødelagde broen over South Anna floden og kvartermesterens depot, hvorved der blev erobret forsyninger og vogne samt 100 fanger heriblandt general Lees søn brigadegeneral W. H. F. "Rooney" Lee. Den 29. juni udtrykte Dix og hans underordnede ved et krigsråd betænkeligheder ved deres begrænsede styrke (omkring 32.000 mand) og besluttede sig til at nøjes med true. Den konfødererede generalmajor D. H. Hill skrev, at Unionens fremstød mod Richmond var "not a feint but a faint" (ikke en finte men en besvimelse). Nettoeffekten af operationen var fortrinsvis psykologisk og fik konføderationen til at holde nogle tropper tilbage fra Lees offensiv for at bevogte hovedstaden.

### Meade overtager kommandoen
Om aftenen den 27. juni udstedte Lincoln ordre om afløsning af Hooker. Hooker havde skændtes med Halleck om at forsvare garnisonen i Harpers Ferry og havde truet med at tage sin afsked, et tilbud Halleck og Lincoln straks accepterede. George Meade fra Pennsylvania, som havde kommandoen over 5. korps, fik ordre til at overtge kommandoen over Army of the Potomac tidligt om morgenen den 28. juni, mens han var i Frederick, Maryland. Meade blev overrasket over ændringen i kommandostrukturen, da han tidligere havde givet udtryk for, at han ikke var interesseret i at lede hæren. Da en officer fra Washington vækkede ham med ordren, troede han rent faktisk, at han skulle arresteres for en eller anden forseelse. Selv om han ikke kendte meget til hvad Ho,okers planer havde været eller de præcise placeringer af de tre kolonner, som var under hurtig fremrykning mod nordvest, fastholdt Meade tempoet. Han telegraferede til Halleck og bekræftede, at han overtog stillingen, samt at han ville "rykke mod Susquehanna og holde Washington og Baltimore godt dækket, og hvis fjenden afskæres fra sit forsøg på at krydse Susquehanna, eller hvis han drejer mod Baltimore inddrage ham i slag."
Den 30. juni flyttede Meades hovedkvarter frem til Taneytown, Maryland, og han udstedte to vigtige ordrer. Den første gik ud på, at der skulle indledes en generel fremrykning i retning af Gettysburg den 1. juli, et sted som lå mellem 8 og 40 km borte fra hans syv infanterikorps. Den anden ordre, som blev kendt som Pipe Creek rundskrivelsen, etablerede en mulig linje ved Big Pipe Creek, som var blevet undersøgt af ingeniørerne og vurderet til at være en stærk forsvarsstilling. Meade havde mulighed for at besætte denne stilling og håbe, at Lee ville angribe ham der. Det var en stilling, som hæren kunne falde tilbage til, hvis den kom i vanskeligheder ved Gettysburg.

### Lee samler sin hær
Fraværet af efterretninger fra Stuarts kavaleri betød, at Lee ikke var klar over at hans hærs normalt langsomme modstander rent faktisk havde bevæget sig så langt mod nord, som tilfældet var. Det var først efter, at en spion, som Longstreet havde hyret, meldte tilbage, at Lee fandt ud af, at hans modstander havde krydset Potomac og fulgte ham i nærheden. Den 29. juni var Lees hær spredt i en bue fra Chambersburg (45 km nordvest for Gettysburg) til Carlisle (48 km nord for Gettysburg) til i nærheden af Harrisburg og Wrightsville ved Susquehannafloden. Ewells korps havde omtrent nået Susquehannafloden og var klar til at angribe Harrisburg, hovedstaden i Pennsylvania. Earlys division havde besat York, som var den største by, der faldt til de konfødererede under krigen. Longstreet og Hill var i nærheden af Chambersburg.
Lee beordrede en samling af sine styrker omkring Cashtown, som lå ved den østlige udkandt af South Mountain 13 km vest for Gettysburg. Den 30. juni, mens en del af Hills korps var i Cashtown, gjorde en af Hills brigader, northcarolinere under brigadegeneral J. Johnston Pettigrew, en afstikker i retning af Gettysburg. Erindringerne fra generalmajor Henry Heth, Pettigrews divisionschef, hævdede, at han sendte Pettigrew af sted for at lede efter forsyninger i byen, især sko.
Da Pettigrews tropper nærmede sig Gettysburg den 30. juni, bemærkede de, at unionskavaleri under brigadegeneral John Buford ankom syd for byen, og Pettigrew vendte tilbage til Cashtown uden at angribe dem. Da Pettigrew fortalte Hill og Heth om, hvad han havde set, troede ingen af dem, at der var nogen stor unionsstyrke i eller ved byen, og de havde mistanke om, at det blot havde været militssoldater. Trods general Lees ordre om at undgå et større slag, indtil hæren var samlet, besluttede Hill at gennemføre en større rekognoscering den følgende morgen for at finde ud af omfanget og styrken af den fjendtlige styrke foran sig. Omkring kl. 5 om morgenen den 1. juli rykkede to brigader fra Heths division til Gettysburg.

## Slaget ved Gettysburg
Det tre dage lange slag i og omkring Gettysburg resulterede i de største tab under den amerikanske borgerkrig – 46.000-51.000. I sammenhæng med Unionens sejr i Vicksburg den 4. juli omtales Gettysburg ofte som krigens vendepunkt.
De to hære begyndte at støde sammen ved Gettysburg den 1. juli 1863. Den første dag forløb i tre faser i takt med, at soldater fortsatte med at ankomme til slagmarken. Om morgenen blev to brigader fra den konfødererede generalmajor Henry Heths division (af Hills 3. Korps) forsinket af afsiddet unionskavaleri under brigadegeneral John Buford. Da der ankom infanteriforstærkninger under generalmajor John F. Reynolds fra 1. Korps, blev de konfødereredes angreb ved Chambersburg landevejen slået tilbage, selv om general Reynolds blev dræbt. Først på eftermiddagen var unionens 11. korps ankommet, og Unionens stilling udgjorde en halvcirkel fra vest til nord for byen. Ewells 2. Korps indledte et voldsomt angreb fra nord, hvor generalmajor Robert E. Rodes' division angreb fra Oak Hill og generalmajor Jubal A. Earlys division angreb over åbne marker nord for byen. Unionens linje holdt stort set stand under stor pres, omend frontfremspringet ved Barlow's Knoll blev løbet over ende. Den tredje fase af slaget indtraf da Rodes fornyede sit angreb nordfra, og Heth vendte tilbage med hele sin division fra vest, ledsaget af divisionen under generalmajor W. Dorsey Pender. Kraftige kampe i Herbst's Woods (nær det lutheranske teologiske seminarium ved Gettysburg fik til sidst Unionens linje til at bryde sammen. Nogle af unionstropperne trak sig kæmpende tilbage gennem byen under kraftige tab, mens mange blev taget til fange, andre trak sig bare tilbage. De indtog gode forsvarsstillinger på Cemetery Hill og ventede på nye angreb. Trods det at han havde fået ordrer fra Robert E. Lee om at tage højderne, "hvis det kan lade sig gøre", valgte Richard Ewell ikke at angribe. Historikere har lige siden diskuteret hvorledes slaget ville være endt, hvis han havde fundet det lade sig gørligt.
På andendagen forsøgte Lee at udbygge førstedagens succes ved at iværksætte gentagne angreb på Unionens flanker. Efter en længere forsinkelse med at samle styrkerne og undgå at blive optaget under fremrykningen angreb Longstreet med sit 1. Korps mod Unionens venstre flanke. Hans division under generalmajor John Bell Hood angreb Little Round Top og Devil's Den. Til venstre for Hood angreb generalmajor Lafayette McLaws Wheatfield og Peach Orchard. Selv om ingen brød igennem blev unionens 3. Korps i praksis ødelagt som kampformation da det forsøgte at forsvare et frontfremspring over en for lang front. General Meade hastede op imod 20.000 tropper til stedet som forstærkning fra andre dele af linjen for at modstå disse voldsomme angreb. Angrebene i denne del af fronten sluttede med et mislykket angreb fra divisionen i 3. Korps under generalmajor Richard H. Anderson mod Unionens centrum på Cemetery Ridge. Samme aften udviklede skinangreb fra Ewells 2. Korps sig til et egentligt angreb på Culp's Hill og Østlige Cemetery Hill, men begge blev slået tilbage. Unionshæren havde etableret stærke forsvarsstillinger og Meade styrede sine styrker godt, hvilket afstedkom store tab på begge sider, men betød at begge siders stilling var stort set uændret.
Efter at angreb på begge Unionens flanker var slået fejl den foregående dag og aften, besluttede Lee at angribe Unionens centrum på tredjedagen. Dan besluttede at støtte dette angreb med et fornyet fremstød på Unionens højre flanke, som skulle indledes samtidig med hans angreb på centrum. Imidlertid indledtes kampen på Culp's Hill allerede tidligt om morgenen med et modangreb fra Unionen flere timer, før Longstreet kunne indlede sit angreb i centrum. Unionens tropper på det befæstede Culp's Hill havde fået forstærkninger, og de konfødererede kom ingen vegne efter adskillige forgæves angreb, som varede indtil middag. Infanteriangrebet mod Cemetery Ridge, der kaldes Pickett's Charge, blev forberedt med et massivt artilleribombardement kl. 13, som skulle blødgøre unionens forsvar og bringe dets artilleri til tavshed, men det var stort set uden effekt. Omkring 12.500 mand i 9 infanteribrigader rykkede 1,2 km frem over åbne marker under kraftig artilleri- og riffelbeskydning fra Unionen. Selv om det lykkedes nogle konfødererede at gennembryde den lave stenmur, som beskyttede mange af unionsforsvarerne, kunne de ikke holde stillingen og blev slået tilbage med tab på over 50 %.
Under og efter Pickett's Charge på tredjedagen foregik der også to væsentlige kavalerislag. Det ene foregik ca. 5 km mod øst i et område, som i dag kaldes East Cavalry Field, og det andet foregik sydvest for Big Round Top (sommetider kaldet South Cavalry Field). Kampen ved East Cavalry Field var et forsøg fra generalmajor J.E.B. Stuarts konfødererede kavaleri på at trænge ind i Unionens bagområde og udnytte enhver succes, som Pickett's Charge måtte have udløst. Unionskavaleri under brigadegeneralerne David McM. Gregg og George Armstrong Custer slog det konfødererede fremstød tilbage. I South Cavalry Field blev uforsigtige unionsangreb på den konfødererede hærs højre fløj, som var beordret af brigadegeneral Judson Kilpatrick efter at Pickett's Charge var blevet slået tilbage, let slået tilbage.

## Lees retræte til Virginia
Efter Pickett's Charge vendte de konfødererede tilbage til deres stillinger på Seminary Ridge og forberedte befæstninger til at modtage et modangreb. Da Unionens modangreb ikke var kommet om aftenen den 4. juli, erkendte Lee, at han ikke kunne opnå mere i dette felttog, og at han måtte bringe sin medtagne hær tilbage til Virginia. Lee satte sin Army of Northern Virginia i bevægelse sent på aftenen den 4. juli i retning af Fairfield og Chambersburg. Kavaleri under brigadegeneral John D. Imboden fik tildelt opgaven med at ledsage de kilometerlange vogntog med forsyninger og sårede, som Lee ville tage med tilbage til Virginia ad ruten gennem Cashtown og Hagerstown til Williamsport, Maryland. Tusinder af mere alvorligt sårede soldater blev efterladt i Gettysburg området sammen med plejepersonale, men trods tab på over 20.000 mand, heriblandt en række højtstående officerer, var moralen i Lees hær fortsat høj, og deres respekt for den kommanderende general blev ikke mindre af deres modgang.
Uheldigvis for den konfødererede hær viste det sig, da de nåede Potomac, at det var vanskeligt at krydse floden. Kraftige regnbyger, som var begyndte den 4. juli, havde fået vandstanden til at stige i floden ved Williamsport, så det var umuligt at vade over. Seks kilometer nede ad floden ved Falling Waters ødelagde unionskavaleri Lees letbevogtede pontonbro den 4. juli. Den eneste vej måde at krydse floden på var med en lille færge ved Williamsport. De konfødererede risikerede at blive fanget, tvungne til at forsvare sig mod Meade med ryggen mod floden.
Den vej, som hovedparten af Lees hær fulgte, var gennem Fairfield og over Monterey Pass til Hagerstown. En lille, men vigtig kamp, som foregik, mens Pickett's Charge stadig var undervejs, slaget ved Fairfield, forhindrede Unionen i at blokere denne rute. Brigadegeneral Wesley Merritts brigade afgik fra Emmitsburg med ordre til at ramme de konfødereredes venstre fløj og bagområde langs Seminary Ridge. Merritt sendte omkring 400 mand fra 6. U.S. kavaleriregiment ned for at erobre fourageringsvogne, som var blevet rapporteret i området. Inden de nåede vognene, blev de opfanget af 7. Virginia kavaleriregiment, som anførte en kolonne under den konfødererede brigadegeneral William E. "Grumble" Jones, men nordstatskavaleriet slog virginianerne tilbage. Jones indsatte 6. Virginia kavaleriregiment, som med held angreb og oversvømmede nordstatskavaleriet. Unionen mistede 242 mand, fortrinsvis fanger, og der var tab på 44 blandt de konfødererede.
Imbodens rejse var yderst besværlig under de voldsomme regnskyl, som begyndte den 4. juli, og de 8.000 sårede mænd var tvunget til at udholde vejret og de dårlige veje i vogne uden affjedring. Vogntoget blev generet under hele turen. Ved daggry den 5. juli faldt civile i Greencastle over vogntoget med økser og angreb vognenes hjul indtil de blevet drevet væk. Om eftermiddagen angreb unionskavaleri kolonnen ved Cunningham's Cross Roads og erobrede 134 vogne, 600 heste og muldyr samt tog 645 fanger, hvoraf ca. halvdelen var sårede. Disse tab ophidsede Stuart i en grad, så han forlangte, at en undersøgelsesdomstol skulle undersøge sagen.
Tidligt den 4. juli sendte Meade sit kavaleri af sted for at ramme fjendens bagtrop og kommunikationslinjer for at "genere og irritere ham mest muligt under hans retræte". Otte ud af ni kavaleribrigader (undtagen oberst John B. McIntoshs i brigadegeneral David McM. Greggs division) drog i felten. Oberst J. Irvin Greggs brigade (fra hans fætter David Greggs division) rykkede mod Cashtown via Hunterstown og Mummasburg vejen, mens alle de andre rykkede sydpå fra Gettysburg. Brigadegeneral John Bufords division tog direkte fra Westminster til Frederick, hvor de fik selskab af Merritts division om natten den 5. juli.
Sent den 4. juli hold Meade et krigsråd, hvor hans korpschefer enedes om, at hæren skulle blive ved Gettysburg, indtil Lee foretog sig noget, og at kavaleriet skulle forfølge Lee under enhver tilbagetrækning. Meade besluttede at lade brigadegeneral Gouverneur K. Warren føre en division fra Sedgwicks 6. korps af sted for at undersøge den konfødererede linje og finde ud af Lees hensigter. Om morgenen den 5. juli erfarede Meade Lees afrejse, men han tøvede med at beordre en generel forfølgelse, indtil han havde fået resultatet af Warrens rekognoscering.
Slaget ved Monterey Pass begyndte, da brigadegeneral Judson Kilpatricks kavaleridivision fejede brigadegeneral Beverly Robertsons forposter til side og stødte på en gruppe på 20 mand fra den konfødererede 1. Marylands kavaleribataljon under kaptajn G. M. Emack, som bevogtede vejen til Monterey Pass. Bistået af en afdeling af 4. North Carolina kavaleri og en enkelt kanon forsinkede marylænderne fremrykningen af 4.500 unionskavalerister indtil noget efter midnat. Kilpatrick beordrede brigadegeneral George A. Custer til at angribe de konfødererede med 6. Michigan kavaleri, som brød dødvandet og gjorde det muligt for Kilpatricks mænd at nå frem til og angribe vogntoget. De erobrede og ødelagde mange vogne og tog 1.360 fanger, fortrinsvis sårede mænd i ambulancer og et stort antal heste og muldyr.
Da Meades infanteri for alvor begyndte at marchere i forfølgelse af Lee om morgenen den 7. juli, tog Bufords division af sted fra Frederick for at ødelægge Imbodens vogntog, inden det kunne krydse Potomac. Kl. 17 den 7. juli nåede hans mænd til knap en kilometer fra de parkerede vogne, men Imbodens styrke slog deres fremstød tilbage. Buford kørte Kilpatricks artilleri i nærheden og anmodede om støtte på sin højre side. Kilpatricks mænd var rykket mod Hagerstown og trængte de to små brigader under Chambliss og Robertson bort. Infanteri under kommando af brigadegeneral Alfred Iverson drev imidlertid Kilpatricks mænd gennem gaderne i byen. Stuarts resterende brigader kom til og blev forstærket med to brigader fra Hoods division, og Hagerstown blev generobret af de konfødererede. Kilpatrick valgte at reagere på Bufords anmodning om assistance og slutte sig til angrebet på Imboden ved Williamsport. Stuarts mænd pressede Kilpatricks bagtrop og højre flanke ud af deres stillinger ved Hagerstown og Kilpatricks mænd faldt tilbage og udsatte Bufords bagside for angrebet. Buford opgav sit forehavende, da mørket faldt på.
Lees kavaleribagtrop stødte sammen med unionskavaleri i South Mountain passene i slaget ved Boonsboro den 8. juli og forsinkede herved Unionens forfølgelse. I slaget ved Funkstown den 10. juli fortsatte Stuarts kavaleri sin indsats for at forsinke Unionens forfølgelse under et slag ved Funkstown, Maryland, som resulterede i tab på næsten 500 på begge sider. Kampen var også første gang siden slaget ved Gettysburg, hvor infanteri fra begge sider kom i kamp med hinanden. Det lykkedes Stuart at forsinke Pleasontons kavaleri yderligere en dag.
Den 9. juli var størstedelen af Army of the Potomac samlet i en 8 km lang linje fra Rohrersville til Boonsboro. Andre unionsstyrker var placeret, så de beskyttede yderflankerne ved Maryland Heights og ved Waynesboro. Den 11. juli stod de konfødererede bag en 10 km lang stærkt befæstet linje på højt terræn med højre fløj forankret ved Potomac nær Downsville og den venstre ca. 2,5 km sydvest for Hagerstown, hvor den dækkede den eneste vej derfra til Williamsport.
Meade telegraferede den 12. juli til hærens øverstkommanderende Henry W. Halleck, at han ville angribe den følgende dag, "med mindre noget griber ind og forhindrer det." Han indkaldte igen til et krigsråd med sine underordnede om aftenen den 12. juli, hvilket førte til en udskydelse af angrebet, indtil en rekognoscering af de konfødererede stillinger kunne gennemføres, hvilket Meade gjorde den følgende morgen. På det tidspunkt var Lee blevet frustreret over at vente på, at Meade ville angribe og var skuffet over at se, at unionstropperne gravede egne skyttegrave foran hans stillinger. Konfødererede ingeniørtropper havde bygget en ny pontonbro over Potomac, og samtidig var vandstanden faldet så meget, at man kunne vade over floden. Lee beordrede, at tilbagetrækningen skulle begyndte efter mørkets frembrud, og at Longstreets og Hills korps samt artilleriet skulle bruge pontonbroen ved Falling Waters, og Ewells korps skulle vade over floden ved Williamsport.
Om morgenen den 14. juli opdagede fremrykkende unionsforposter, at befæstningerne var tomme. Kavaleri under Buford og Kilpatrick angreb bagtroppen af Lees hær, generalmajor Henry Heths division, som fortsat lå på en højderyg omkring 2,5 km fra Falling Waters. Det indledende angreb overraskede de konfødererede ovenpå en lang nat uden megen søvn og førte til kampe mand mod mand. Kilpatrick angreb igen, og Buford ramte dem på højre side og bagfra. Der blev taget mange fanger fra Heths and Penders divisioner. Brigadegeneral J. Johnston Pettigrew, som havde overlevet Pickett's Charge med et mindre sår i hånden, blev dødeligt såret ved Falling Waters. Denne mindre succes mod Heth opvejede ikke den enorme frustrations i Lincoln regeringen over, at Lee havde fået lov at slippe væk. Præsidentne blev citeret for at sige: "Vi havde dem indenfor rækkevidde. Vi skulle kun strække hænderne frem for at tage dem. Og intet, jeg sagde eller gjorde, kunne få hæren til at bevæge sig."
De to hære gik ikke i stilling overfor hinanden ved Rappahannockfloden i næsten to uger. Den 16. juli dækkede kavaleribrigaderne under Fitzhugh Lee og Chambliss vadestederne over Potomac ved Shepherdstown for at forhindre Unionens infanteri i at krydse floden. Kavaleridivisionen under David Gregg nærmede sig vadestederne, og de konfødererede angreb den, men Unionens kavaleri holdt deres stillinger, indtil det blev mørkt, hvorefter de trak sig tilbage.
Army of the Potomac krydsede Potomac ved Harpers Ferry og Berlin (som i dag hedder Brunswick) den 17. og 18. juli. Den rykkede vestpå langs den østlige side af Blue Ridge Mountains og forsøgte at placere sig mellem Lees hær og Richmond. Den 23. juli beordrede Meade Frenchs 3. korps til at afskære de retirerende konfødererede kolonner ved Front Royal ved at tiltvinge sig adgang gennem Manassas Gap, hvilket førte til slaget ved Manassas Gap. Ved daggry begyndte French langsomt at trænge Stonewall Brigaden tilbage til hullet. Omkring kl. 16.30 drev et kraftigt unionsangreb dem tilbage, indtil de blev forstærket af generalmajor Robert E. Rodess division og artilleri. Ved solnedgang blev de dårligt koordinerede unionsangreb opgivet. I løbet af natten trak de konfødererede styrker sig tilbage ind i i Luraydalen. Den 24. juli besatte unionshæren Front Royal, men Lees hær var i sikkerhed udenfor rækkevidde.

## Efterspil
Gettysburg kampagnen var den sidste store offensiv fra Robert E. Lee i borgerkrigen. Herefter var alle kampoperationer, som Army of Northern Virginia var involveret i, reaktioner på initiativer fra Unionens side. Lee mistede over 27.000 mand i felttoget, en pris, som Konføderationen havde meget svært ved at betale. Felttoget nåede kun nogle af sine overordnede mål: det havde forstyrret Unionens planer om et sommerfelttog i Virginia og havde midlertidigt beskyttet statens borgere og økonomi, og det havde tilladt Lees mænd at forsyne sig fra de velstående områder i Maryland og Pennsylvania og indsamle store mængder fødevarer og forsyninger, som ville tillade dem at fortsætte krigen. Myten om Lees uovervindelighed var imidlertid brudt, og ikke en eneste soldat blev fjernet fra Vicksburg kampagnen som reaktion på Lees invasion af Nordstaterne. (Vicksburg overgav sig den 4. juli, den dag Lee beordrede tilbagetrækningen.) Unionens tab i kampagnen var omkring 30.100.
Meade fik alvorlig kritik for at have ladet Lee undslippe, lige som generalmajor George B. McClellan var blevet det efter slaget ved Antietam. Under pres fra Lincoln indledte han to felttog i efteråret 1863 – Bristoe og Mine Run- som var et forsøg på at besejre Lee. Begge slog fejl. Han blev også udmyget af sine politiske fjender i kongreskomiteen om krigens førelse, hvor han blev udspurgt om sine handlinger ved Gettysburg og om, hvorfor han ikke havde besejret Lee under tilbagetrækningen til Potomac.
Den 19. november 1863 talte Abraham Lincoln ved indvielsen af nationalkirkegården ved Gettysburg slagmarken. Hans Gettysburg-tale gav krigen et nyt grundlag, idet den opstillede slaveriets afskaffelse som et konkret mål og efterlyste en frihedens genfødsel i nationen.

## Yderligere læsning
- Foote, Shelby, The Civil War, A Narrative: Fredericksburg to Meridian, Random House, 1958, ISBN 0-394-49517-9.
- Gottfried, Bradley M., Brigades of Gettysburg, Da Capo Press, 2002, ISBN 0-306-81175-8.
- Gottfried, Bradley M., The Artillery of Gettysburg, Cumberland House Publishing, 2008, ISBN 978-1-58182-623-4.
- Harman, Troy D., Lee's Real Plan at Gettysburg, Stackpole Books, 2003, ISBN 0-8117-0054-2.
- Pfanz, Harry W., Gettysburg – The First Day, University of North Carolina Press, 2001, ISBN 0-8078-2624-3.
- Pfanz, Harry W., Gettysburg – The Second Day, University of North Carolina Press, 1987, ISBN 0-8078-1749-X.
- Pfanz, Harry W., Gettysburg: Culp's Hill and Cemetery Hill, University of North Carolina Press, 1993, ISBN 0-8078-2118-7.
- Tagg, Larry, The Generals of Gettysburg Arkiveret 22. oktober 2014 hos  Wayback Machine, Savas Publishing, 1998, ISBN 1-882810-30-9.
- Trudeau, Noah Andre, Gettysburg: A Testing of Courage, HarperCollins, 2002, ISBN 0-06-019363-8.
- Tucker, Glenn, High Tide at Gettysburg, Bobbs-Merrill Co., 1958 (genoptrykt af Morningside House, 1983), ISBN 0-89029-715-0.
- Wert, Jeffry D., Gettysburg: Day Three, Simon & Schuster, 2001, ISBN 0-684-85914-9.

## Eksterne kilder
- Animated History of the Gettysburg Campaign Arkiveret 11. august 2009 hos  Wayback Machine